# Atak na biuro poselskie Prawa i Sprawiedliwości w Łodzi
Atak na biuro poselskie Prawa i Sprawiedliwości w Łodzi wydarzył się 19 października 2010 roku. W jego wyniku śmierć poniosła jedna osoba (Marek Rosiak), a druga (Paweł Kowalski), z poważnymi obrażeniami została odwieziona do szpitala. Atak odbił się szerokim echem w mediach i niósł za sobą konsekwencje polityczne.

## Okoliczności zdarzenia
Według relacji świadków zdarzenia 19 października 2010 roku przed południem w biurze poselskim posła do Parlamentu Europejskiego Janusza Wojciechowskiego oraz posła na Sejm RP Jarosława Jagiełły, znajdującym się na pierwszym piętrze dawnej fabryki mieszczącej się w centrum Łodzi przy ulicy Henryka Sienkiewicza 61, przebywało pięć osób. Do biura wtargnął mężczyzna, który – zdaniem świadków – od razu zaatakował jednego z pracowników biura, Marka Rosiaka, oddając w jego kierunku strzały z broni palnej. Jak poinformował później w Sejmie RP minister spraw wewnętrznych i administracji Jerzy Miller, było to 8 strzałów, tj. cała zawartość magazynka. Cztery z nich dosięgły Rosiaka, powodując jego śmierć na miejscu zdarzenia. W dalszej kolejności sprawca rzucił się na znajdującego się w tym samym pomieszczeniu Pawła Kowalskiego. Jerzy Miller poinformował, że sprawca posiadał więcej amunicji, ale nie udało mu się przeładować broni. W konsekwencji – według relacji świadków potwierdzonej potem przez samego Kowalskiego – sprawca najpierw zaatakował Pawła Kowalskiego paralizatorem, rażąc go w nogi, a następnie zadawał Kowalskiemu ciosy nożem, próbując mu poderżnąć gardło. Ugodził go dwukrotnie w szyję, zadając siedmiocentymetrową ranę; poranił także ręce, którymi Kowalski się zasłaniał. Według świadków w czasie ataku sprawca krzyczał, że nienawidzi PiS i że chce zabić Kaczyńskiego, jednak nie mógł tego uczynić na miejscu, ponieważ z reguły prezes PiS przebywa w warszawskiej siedzibie partii, lub w swojej prywatnej rezydencji, i jest pilnie chroniony. Został on ujęty przez wezwanych na miejsce zdarzenia strażników miejskich. Już po zatrzymaniu dodał on w obecności mediów, że żałuje, że nie ma już broni, bo by powystrzelał wszystkich pisowców. Według informacji przedstawionej przez Jerzego Millera, zatrzymany wyraził też żal, że miał 49 pocisków, a wystrzelił tylko osiem.
Z relacji strażnika miejskiego wynika, że przy zatrzymanym znaleziono: pistolet gazowy przerobiony na amunicję ostrą, paralizator, miotacz gazu i nóż. Jednak z późniejszych informacji przedstawionych przez organy ścigania wynika, że bronią palną, którą posiadał sprawca, był przedwojenny, oryginalny pistolet marki Walther kaliber 22. Broń nie figurowała w rejestrze utraconych. Sprecyzowano również, że nóż znaleziony przy sprawcy był nożem myśliwskim o długości 24 cm. Przy zatrzymanym znaleziono także odręcznie napisane przez niego „oświadczenie” z nazwiskami polityków. Nie ujawniono treści tego dokumentu; podano natomiast do wiadomości fakt, że wymienieni są w nim trzej czołowi działacze PiS.
Kilka dni po wydarzeniach w biurze poselskim PiS pojawiły się informacje, że zatrzymany planował wcześniej dokonanie zamachu na jednego z polityków Sojuszu Lewicy Demokratycznej. Według Jerzego Millera miał on nawet pojawić się z zamiarem zabójstwa pod siedzibą centralnych władz SLD. Jerzy Miller stwierdził również, że zamachowiec był także pod Pałacem Prezydenckim, gdzie również chciał pozbawić życia innego polityka, ale do zamachu nie doszło z uwagi na jego liczną ochronę. Nie ujawnił on personaliów tego polityka; według „Gazety Wyborczej” miał być nim Jarosław Kaczyński, który istotnie pojawiał się wtedy pod Pałacem Prezydenckim w licznej obstawie. Według Adama Lipińskiego wizerunek sprawcy skojarzono też z mężczyzną, który wcześniej pojawił się w warszawskiej centrali PiS. 26 października dyrektor biura Stefana Niesiołowskiego w Łodzi, Aleksandra Woron, przekazała informację, że Ryszard Cyba został rozpoznany przez portiera biura jako mężczyzna, który pojawił się w tym biurze dwie godziny przed tragicznymi zdarzeniami i pytał o Niesiołowskiego. Już wtedy jednak portier zaprzeczał tym informacjom. 3 listopada 2010 roku rzecznik łódzkiej prokuratury stwierdził, że zgromadzone dowody nie potwierdzają, że to właśnie Ryszard C. był w tym budynku.

## Sprawca
Ryszard Cyba urodził się w 1948 roku. Według „Gazety Wyborczej” w czasach PRL Cyba handlował walutą i był współpracownikiem milicji. Do 1999 roku przez dłuższy czas przebywał w Kanadzie. Miał kanadyjski paszport i prawo jazdy. Według ustaleń „Gazety Wyborczej” po przyjeździe z Kanady mieszkał 10 lat w Częstochowie, gdzie zarabiał na życie jako taksówkarz. Był typem samotnika. Z informacji policyjnych wiadomo, że nie posiadał pozwolenia na posiadanie broni ani do celów sportowych, ani do ochrony osobistej. W lipcu 2010 roku sprzedał dom i samochód, wymeldował się i wyjechał. Do Łodzi przyjechał kilka dni przed tragicznymi zdarzeniami, zatrzymując się kolejno w dwóch hotelach. Według ustaleń „Gazety Wyborczej” dzień przed zdarzeniem podejrzany był w miejscu zbrodni, być może w celu zapoznania się z układem pomieszczeń. Poruszał się wynajmowanym samochodem, korzystał z telefonu komórkowego opłacanego w systemie pre-paid. W chwili napadu był trzeźwy.
Po trzech miesiącach od zdarzenia Jarosław Kaczyński przedstawił na konferencji prasowej informację, że Ryszard Cyba przez rok był członkiem Platformy Obywatelskiej. Informację tę potwierdziła następnego dnia szefowa częstochowskiej PO Halina Rozpondek, precyzując, że członkostwo to było w okresie od kwietnia 2004 roku do stycznia 2006 roku oraz że mężczyzna ten został wykreślony z listy członków partii z powodu nieaktywności i nieopłacania składek. W odpowiedzi na pytanie o to, dlaczego informacji tej nie ujawniono wcześniej, szef klubu PO Tomasz Tomczykiewicz wyjaśnił, że władze partii o tym nie wiedziały, ponieważ prowadzony od trzech lat rejestr członków nie zawierał informacji o wcześniejszym członkostwie Cyby. Według „Gazety Wyborczej” zaraz po tragedii lokalne władze PO zapewniały, że nikt z działaczy go nie zna.
Ryszard Cyba podczas przesłuchania mówił o swojej rzekomej chorobie nowotworowej; prokuratura nie informowała, czy informacje te są prawdziwe.
Na podstawie opinii biegłych sąd stwierdził, że Cybę cechuje postawa silnie egoistyczna i egocentryczna, a inne osoby traktuje przedmiotowo i nie akceptuje odmiennych poglądów; jego procesy myślenia charakteryzują się dużą dozą prymitywizmu.
18 marca 2025 roku Cyba opuścił Zakład Karny w Czarnem. Ze względu na jego stan zdrowia, który został określony jako zaawansowane otępienie, Sąd Okręgowy w Łodzi podjął decyzję o zawieszeniu wykonywania kary pozbawienia wolności. W wyniku przeprowadzonych badań sądowo-psychiatrycznych stwierdzono, że osadzony nie jest w stanie przebywać w warunkach standardowego zakładu karnego. Został przewieziony do domu pomocy społecznej, a po zaostrzeniu objawów przeniesiony do placówki leczniczej na oddział psychiatrii sądowej o wzmocnionym zabezpieczeniu.

## Śledztwo i proces
Wstępne czynności na miejscu zdarzenia wykonywali prokuratorzy z Prokuratury Rejonowej Łódź-Śródmieście, lecz już 19 października 2010 roku sprawę przejął V wydział śledczy Prokuratury Okręgowej w Łodzi. Śledztwo zostało zarejestrowane pod sygnaturą 5DS/93/10. W dniu zdarzenia Ryszardowi Cybie przedstawiono zarzuty popełnienia dwóch przestępstw: dokonania zabójstwa kwalifikowanego z art. 148 § 2 pkt 4, czyli zabójstwa dokonanego przy użyciu broni palnej, oraz usiłowania zabójstwa z art. 13 § 1 w zw. z art. 148 § 1 k.k. Rzecznik łódzkiej prokuratury okręgowej, Krzysztof Kopania, przekazał, że przemoc Cyby była związana z przynależnością partyjną obu mężczyzn.
Podejrzany przyznał się do winy, ale odmówił składania wyjaśnień. Sąd Rejonowy w Łodzi zadecydował o zastosowaniu wobec niego środka zapobiegawczego w postaci tymczasowego aresztowania. Po rozprawie Ryszard Cyba trafił do łódzkiego aresztu przy ulicy Smutnej, a następnie do aresztu w Piotrkowie Trybunalskim na oddział niebezpiecznych przestępców. Jak poinformował minister, Ryszard Cyba stwierdził, że chętnie zająłby wieloosobową celę, aby mógł w niej kogoś zamordować.
Osadzonego zbadali biegli psychiatrzy i psycholog, którzy uznali, że niezbędne jest przeprowadzanie kilkutygodniowej obserwacji psychiatrycznej. Prokuratura wnioskowała o przewiezienie Ryszarda Cyby do oddziału szpitalnego Zakładu Karnego nr 2 przy ul. Kraszewskiego w Łodzi. Sąd uwzględnił ten wniosek. Areszt przedłużono do 30 kwietnia 2011 roku. 25 stycznia 2011 roku prokurator Rafał Sławnikowski z łódzkiej prokuratury okręgowej poinformował, że Ryszard Cyba był poczytalny w chwili zbrodni oraz że może brać udział w toczącym się śledztwie.
18 lipca 2011 roku poinformowano, że skierowano do Sądu Okręgowego w Łodzi akt oskarżenia Ryszarda Cyby. Proces rozpoczął się 24 listopada 2011 roku. Po odczytaniu aktu oskarżenia sąd wyłączył jawność procesu. Sąd zgodził się na ujawnienie danych osobowych i wizerunku oskarżonego. 20 grudnia 2011 roku oskarżony został skazany na karę dożywotniego pozbawienia wolności z możliwością ubiegania się o warunkowe przedterminowe zwolnienie po 30 latach. Sąd orzekł wobec niego również środek karny w postaci pozbawienia praw publicznych na okres 10 lat oraz zadośćuczynienie na rzecz pokrzywdzonego Pawła Kowalskiego i rodziny Marka Rosiaka w łącznej kwocie 140 tysięcy złotych. Sąd uznał, że Cyba działał z motywacji zasługującej na szczególne potępienie i kierował się motywami politycznymi. Sędzia w uzasadnieniu stwierdził m.in., że Cyba w 2010 roku przygotowywał zamach na życie Jarosława Kaczyńskiego, jednak odstąpił od niego z powodu środków bezpieczeństwa, w związku z czym postanowił dokonać zamachu na inne osoby związane z PiS. Sprawcy było obojętne, kogo zastanie – miał on na celu zabicie kogoś z PiS. Od wyroku obrona złożyła apelację, którą 19 kwietnia 2012 roku Sąd Apelacyjny w Łodzi oddalił jako całkowicie bezzasadną, utrzymując wyrok Sądu Okręgowego w Łodzi w mocy.

## Ofiary
Zamordowany Marek Rosiak był pracownikiem biura poselskiego posła do Parlamentu Europejskiego Janusza Wojciechowskiego i jego asystentem. Kolekcjonował antyki, był marszandem. Wcześniej był działaczem pierwszej „Solidarności”. Był mężem byłej wiceprezydent Łodzi Haliny Rosiak, miał z nią dorosłego syna. Miał 62 lata. Został pochowany w Łodzi 28 października 2010 na Starym Cmentarzu po mszy pogrzebowej w archikatedrze łódzkiej, na której obecni byli przedstawiciele władz państwowych z prezydentem i ministrem sprawiedliwości, parlamentarzyści, władze samorządowe. Homilię podczas mszy wygłosił biskup Adam Lepa, a w czasie uroczystości odczytano dwa specjalne listy do wdowy po zamordowanym: przewodniczącego Konferencji Episkopatu Polski arcybiskupa Józefa Michalika oraz arcybiskupa metropolity łódzkiego Władysława Ziółka. Zmierzający na cmentarz kondukt zatrzymał się przed miejscem, w którym doszło do zabójstwa.
Paweł Kowalski w chwili zdarzenia miał 39 lat. Był asystentem posła Jarosława Jagiełły, jego kolegą ze studiów. Nie startował w wyborach, nie był też członkiem PiS. Po ataku przeszedł operację w szpitalu klinicznym Wojskowej Akademii Medycznej w Łodzi.

## Reakcje
Wkrótce po tragedii przed budynek przybył pełniący obowiązki prezydenta Łodzi Tomasz Sadzyński i zadeklarował pomoc dla rodzin ofiar. Kondolencje rodzinie przesłał prezydent Bronisław Komorowski, a także przewodniczący Parlamentu Europejskiego Jerzy Buzek.
Odbywające się nazajutrz po tragicznych wydarzeniach łódzkich 76. posiedzenie Sejmu VI kadencji rozpoczęto od minuty ciszy ku czci zmarłego. Wydarzeniom łódzkim poświęcono także 17. punkt porządku dziennego tego posiedzenia pt. Informacja prezesa Rady Ministrów dotycząca okoliczności tragicznych wydarzeń w łódzkim biurze Prawa i Sprawiedliwości, zrealizowany w dniu 21 października 2010 roku. Po przedstawieniu informacji przez premiera głos zabrał minister spraw wewnętrznych i administracji Jerzy Miller oraz minister sprawiedliwości Krzysztof Kwiatkowski. Po dyskusji, w której wysłuchano oświadczeń klubów i kół, Sejm przyjął przedstawioną informację.
Na wniosek klubu parlamentarnego Prawa i Sprawiedliwości w dniu 20 października 2010 roku odbyło się wspólne posiedzenie sejmowych komisji: Sprawiedliwości i Praw Człowieka (nr posiedzenia 233) oraz do Spraw Służb Specjalnych (nr posiedzenia 131), poświęcone wysłuchaniu informacji zastępcy prokuratora generalnego Bogusława Michalskiego, komendanta głównego Policji Andrzeja Matejuka oraz szefa Agencji Bezpieczeństwa Wewnętrznego Krzysztofa Bondaryka. Udział w posiedzeniu wzięli także m.in. sekretarz stanu w Kancelarii Prezesa Rady Ministrów Jacek Cichocki oraz Krzysztof Liedel z Biura Bezpieczeństwa Narodowego. Posiedzenie rozpoczęto minutą ciszy.
Na wniosek Janusza Wojciechowskiego deputowani Europarlamentu uczcili śmierć Marka Rosiaka minutą ciszy. Ponadto frakcje chadecka i socjalistyczna rozesłały do mediów oświadczenia potępiające mord.
23 października 2010 roku rano pod zamknięte jeszcze o tej porze łódzkie biuro PiS przybyli: prezydent Bronisław Komorowski, marszałek sejmu Grzegorz Schetyna i premier Donald Tusk. Złożyli kwiaty, odmówili modlitwy, zapalili znicze; prezydent wygłosił oświadczenie. Prezydent odbył spotkania z liderami partyjnymi poświęcone agresji w polityce, spotkał się także z przedstawicielami KRRiT, Rady Etyki Mediów, Stowarzyszenia Dziennikarzy Polskich i Stowarzyszenia Dziennikarzy RP.
28 października 2010 roku prezydent Bronisław Komorowski odznaczył pośmiertnie Marka Rosiaka Krzyżem Kawalerskim Orderu Odrodzenia Polski „za wybitne osiągnięcia w działalności zawodowej i społecznej podejmowane w służbie państwu i społeczeństwu”.
W związku z tragicznymi wydarzeniami w Łodzi ochroną Biura Ochrony Rządu objęto kilkanaście osób, nie tylko polityków. Szef BOR stwierdził, że nie pamięta, by kiedykolwiek był tak wysoki poziom zagrożenia, że BOR musiał z dnia na dzień wziąć pod ochronę aż kilkanaście osób.